# Francis Bondil
Francis Bondil, né le 18 novembre 1946,  est un pilote de rallye français.

## Palmarès

### Titre
- Champion de France des rallyes Terre: 1987 avec Robert Moynier sur Citroën Visa 1000 pistes;

### Victoires asphaltes
- Rallye du Var: 1980, avec Alain Brunel sur Porsche 911 SC;
- Victoire du Groupe 1 au Tour de France automobile: 1981, sur Volkswagen Golf GTI;

### Victoires terre
- Rallye Terre de Beauce: 1986, avec R. Moynier sur Citroën Visa 1000 pistes ;
- Rallye Terre de Provence: 1986 et 1987, avec R. Moynier sur Citroën Visa 1000 pistes ;
- Rallye Terre des Cardabelles: 1987, avec R. Moynier sur Citroën Visa 1000 pistes...